# Kościół Podwyższenia Krzyża Świętego w Międzyrzeczu
Kościół pw. Podwyższenia Krzyża Świętego w Międzyrzeczu – rzymskokatolicki kościół filialny położony na terenie szpitala psychiatrycznego w Obrzycach – dzielnicy Międzyrzecza, w województwie lubuskim. Należy do parafii Miłosierdzia Bożego w Bobowicku i dekanatu Pszczew diecezji zielonogórsko-gorzowskiej.

## Historia
Świątynia została wybudowana w latach 1901-1904 w stylu neogotyckim według projektu architekta Küblera z Międzyrzecza w pierwszym etapie budowy szpitala. Konsekrowana została w dniu 23 sierpnia 1904 roku przez Edwarda Likowskiego, biskupa pomocniczego poznańskiego. Świątynia została poświęcona ponownie w 1963 roku przez administratora Wilhelma Plutę. W latach 1999–2000 kościół został wyremontowany.

## Architektura
Kościół został wybudowany na planie prostokąta i składa się z wielobocznie zamkniętego prezbiterium od strony wschodniej i kwadratowej kruchty od strony zachodniej. Dach świątyni jest zwieńczony małą wieżyczką na sygnaturkę. Nad korpusem znajduje się narożna wieża pokryta stożkowym hełmem. Elewacje posiadają oblicowanie, w postaci czerwonej cegły i są ozdobione zielonymi kształtkami ceramicznymi. Wnętrze budowli jest dwunawowe i nakryte jest stropem drewnianym. Nawa główna jest szersza i otwiera się do nawy bocznej ostrołukowymi arkadami podpartymi przez granitowe kolumny.